# Nordostrundingen

Nordøstrundingen entre los puntos extremos de Groenlandia

Nordostrundingen (en danés: Nordøstrundingen, que significa 'la vuelta del noreste'; en inglés: Northeast Foreland) es un cabo o promontorio situado en el extremo noreste de la isla de Groenlandia. Administrativamente, es parte del Parque nacional del noreste de Groenlandia.
Este promontorio fue nombrado por la expedición Dinamarca (1906-1908). Es un punto discreto donde la pendiente helada del Flade Isblink se encuentra con el mar helado.

## Punto oriental
Situado a 11° 19'W es el punto terrestre más oriental de ambas Américas (América del Norte y del Sur). Nordøstrundingen está más al este que tres países de África e incluso más al este que el punto más occidental de Europa, Látrabjarg, en Islandia, si se considera Islandia, que se encuentra en la cordillera del Atlántico Medio, parte de Europa  (excluidas las Azores). Está a sólo 1° 49' del punto más occidental de la parte continental de Europa que se encuentra en Portugal.
La isla Semisopochnoi, en Alaska, se encuentra en el hemisferio oriental a 179° 46'E y, por lo tanto, es el punto más oriental de América del Norte por longitud. El cabo St. Charles en la península de Labrador es el punto más oriental de la América del Norte continental y el cabo Príncipe de Gales, situado en el extremo occidental de la península de Seward se encuentra en la longitud 168° 06' E es el punto continental más occidental.
Políticamente, Groenlandia no se considera parte de América del Norte, lo que lleva a algunos a afirmar que el punto más oriental del continente es el punto más oriental de Canadá —cabo Spear, ubicado a 52° 37'W, cerca de St. John's, Terranova. Sin embargo, ambos cabos están ubicados en islas de la plataforma continental norteamericana y ninguno se encuentra en tierra firme continental.